# Provisionierung
Unter Provisionierung (engl. provisioning) versteht man bei IT-Dienstleistern und Telekommunikationsdienstleistern den Prozess, um Zugriff auf IT-Ressourcen bereitzustellen. Provisioniert werden z. B. Server, Benutzerzugriffe, Netzwerke und IT-Services mit ihren Funktionen und Daten. Den eingerichteten Zugriff erhalten z. B. Benutzer und Programme.
Die Provisionierung besteht aus der Initialisierung einer IT-Ressource und der Vergabe von Zugriffsrechten, um die Ressource nutzen zu können, sowie von Zugriffsrechten, die von der Ressource selbst verwendet werden können. Z. B. kann ein Rechenzentrum einen Auskunftsdienst für das Flugwetter provisionieren, indem die nötige Software installiert wird und Kunden zugänglich gemacht wird, wobei der Zugriff auf den Auskunftsdienst in der Rollenbeschreibung von Systemnutzern hinterlegt wird. Der Auskunftsdienst selbst kann im Rahmen der Provisionierung Zugriffsrechte auf weitere Dienste erhalten, z. B. auf einen Druckservice, um Wetterberichte auszudrucken.
Das Verständnis der Provisionierung als mehrschrittiger Prozess der Bereitstellung wurde Anfang des Jahrtausends stark durch das „Provisioning Services Technical Committee“ der OASIS geprägt, das die Service Provisioning Markup Language entwickelte.
IT-Dienstleister wie z. B. Rechenzentren sind aus Kostengründen bestrebt, die Provisionierung durch Automatisierung zu optimieren und Provisionierung und die sich an die Provisionierung anschließende individuelle Konfiguration durch Selbstbedienung durchführen zu lassen.